# Ophioblennius atlanticus
Espèce
Statut de conservation UICN

 LC  : Préoccupation mineure
Ophioblennius atlanticus, connue sous le nom commun de Blennie atlantique[réf. nécessaire] ou Blennie à lèvres rouges[réf. nécessaire], est une espèce de poissons de la famille des Blenniidae, que l'on trouve principalement dans l'océan Atlantique central occidental. Les blennies atlantiques fréquentent les crêtes coralliennes et les récifs frangeants peu profonds. Ils sont très territoriaux et attaquent les intrus avec deux longues canines acérées. Les adultes se trouvent à des profondeurs de 10 à 20 mètres et les œufs sont benthiques. Les adultes peuvent atteindre jusqu'à 15 cm de longueur et ils ont de grandes lèvres rougeâtres, d'où ils tirent leur nom. Les blennies atlantiques se nourrissent en grande partie d'algues.

## Description
Les blennies atlantiques adultes peuvent atteindre 15 cm de longueur. Elles sont d'apparence brun chocolat avec quelques marques jaunes et possèdent des têtes émoussées avec quatre cornes ramifiées et de grandes lèvres rougeâtres. Une variante de l'espèce est une forme plus pâle, ayant un corps blanc coquille et une tête brun rougeâtre.

## Distribution et habitat
Ophioblennius atlanticus est originaire des environnements marins tropicaux de l'océan Atlantique central. Son aire de répartition s'étend à l'Atlantique oriental du Sénégal à l'Angola, y compris les îles au large, dans l'Atlantique nord-est elle est confinée aux archipels macaronésiens des îles Canaries, Madère et les Açores. Dans l'ouest de l'Atlantique, on le trouve au large des Bermudes et au large des côtes de la Caroline du Nord au sud à travers les Antilles jusqu'au Brésil. L'espèce a été signalée deux fois en Méditerranée centrale. Ophioblennius atlanticus habite principalement des eaux peu profondes et claires avec des récifs coralliens et des fonds rocheux. Les adultes d'Ophioblennius atlanticus se trouvent principalement à des profondeurs de 10 à 20 mètres, tandis que leurs œufs sont benthiques.

## Comportement

### Reproduction
Les blennies atlantiques se reproduisent toute l'année dans les dix jours avant et quatre jours après la pleine lune de chaque mois. Le mâle et la femelle s'accouplent dans les trois premières heures de la lumière du jour et la femelle se déplace vers le territoire masculin. Le mâle doit préparer un nid pour y déposer les œufs. Afin de préparer un nid, le mâle crée un espace sur son territoire et enlève les débris de corail et les croûtes d'algues mortes de l'espace. Un blennie atlantique mâles a généralement cinq nids, et le temps qu'il passe à chaque nid est déterminé par le degré de popularité du nid par les femelles. Habituellement, le nid le plus favorisé a une surface intérieure et un volume plus grands que les autres. Lorsqu'une femelle entre dans le nid d'un mâle, elle choisit de s'accoupler ou non avec le mâle. Les mâles plus gros avec des nids plus grands ont de meilleures chances de réussir l'accouplement que les mâles plus petits avec des nids plus petits. Pendant les saisons de frai, les mâles réduisent leur alimentation. Les œufs sont déposés en une seule couche, et le mâle garde et prend soin des œufs en les « ventilant » jusqu'à ce qu'ils éclosent sous forme de larves planctoniques. Les lots d'œufs dans un nid peuvent être à différents stades de développement car la blennie est polygyne et s'accouple avec plusieurs femelles. En d'autres termes, les œufs ont des mères différentes. Les blennies à lèvres rouges femelles ont également tendance à être polyandres, ce qui signifie qu'il existe plusieurs nids avec les œufs d'une femelle.
Le choix du partenaire féminin repose principalement sur la qualité génétique d'un mâle ou sur sa qualité non génétique. Un mâle est reconnu comme ayant de bons gènes, s'il a des caractéristiques physiques qui lui permettent de survivre. Habituellement, une grande taille indique une bonne qualité génétique. L'accouplement avec un mâle de bonne qualité génétique assure que la progéniture aura également de bons gènes et donc des caractéristiques physiques favorables à la survie. Cela finira par propager les propres gènes de la femelle. La qualité non génétique comprend de nombreux exemples, tels que de bons soins parentaux . De bons soins parentaux ne garantissent pas de bons gènes pour la progéniture. Cependant, de bons soins parentaux peuvent augmenter le taux de survie de la progéniture, propageant ainsi les gènes de la femelle.

## Systématique
Le nom valide complet (avec auteur) de ce taxon est Ophioblennius atlanticus (Valenciennes, 1836). L'espèce a été initialement classée dans le genre Salarias sous le protonyme Salarias atlanticus Valenciennes, 1836, par le zoologiste français Achille Valenciennes en 1836. Ophis signifie « serpent » en grec, et blennios « mucus ». L'épithète spécifique atlanticus fait référence à son lieu de capture, l'Atlantique.
Ophioblennius atlanticus a pour synonymes :
- Blennius atlanticus (Valenciennes, 1836)
- Blennophis webbi Valenciennes, 1843
- Blennophis webbii Valenciennes, 1843
- Cynoscartes atlanticus (Valenciennes, 1836)
- Ophioblennius atlanticus atlanticus (Valenciennes, 1836)
- Ophioblennius webbii (Valenciennes, 1843)
- Rupiscartes atlanticus (Valenciennes, 1836)
- Salarias atlanticus Valenciennes, 1836
- Scartichthys atlanticus (Valenciennes, 1836)